# Apple A7
Наименованието Apple A7 се отнася до ново поколение мобилен процесор на фирмата Apple, оптимизиран за вграждане в изделия от тип смартфон и таблет компютър.
Apple A7 е мулти-чип модул, изпълнен във вид на Корпус-върху-корпус (PoP – Package-on-Package), интегриран 64-битов ARM процесор, графичен процесор, динамична памет и други периферни схеми. Модулът Apple A7 е известен под общото наименование процесор Apple A7 и за пръв път се използва в новия смартфон iPhone 5S на фирмата Apple Inc., обявен на 10 септември 2013.
Mодулът Apple A7, който Apple означава като 339S0207, се състои от три кристала:
- процесорен кристал от тип едночипова система (SoC) с означение APL0698, който се произвежда по 28 nm HKMG технология от Samsung Semiconductor и заема площ от 102 mm2, с около 5% по-голяма от тази на APL0598 в Apple A6. Основните особености на APL0698 са следните:

1. двуядрен ARM процесор с максимална тактова честота 1.3 GHz
2. ядрата на Apple A7 са оригинална разработка на Apple под кодово наименование Cyclone и представляват първа реализация на ARMv8 архитектура, включваща 64-битово архитектурно разширение AArch64 и 64-битова система команди A64
3. 64 kB + 64 kB L1 cache и 1 MB L2 cache
4. двойно количество регистри спрямо Apple A6, 31 64-битови за общо предназначение и 32 128-битови за операции с плаваща запетая
5. двойно по-висока процесорна производителност спрямо Apple A6 при сравнима консумация
6. четириядрен PowerVR G6430 интегриран графичен процесор с двойно по-висока производителност отколкото триядрения графичен процесор SGX543MP3 в Apple A6
7. по-ефективен 64-битов контролер на паметта
8. над 1 милиард транзистора

- два кристала LPDDR3 DRAM памет с общ обем 1 GB, произведени от Elpida.

Очаква се първият модел Apple A7 да бъде последван от други варианти, предназначени за изделия на Apple, различни от iPhone.